# 남익경
남익경(한국 한자: 南翼璟, 1983년 1월 26일 ~ )은 대한민국의 은퇴한 축구 선수이다.

## 클럽 경력
2002년부터 2006년까지 포항 스틸러스 소속으로 활동했으며, 2007년에 광주 상무 불사조에 입대하였다. 그는 2008년에 제대한 이후 2009년에 핀란드 베이카우스리가의 JJK 이위베스퀼레로 이적하였으며, 2010년에 FC 하카로 이적하였다.